# Emilio Rabasa
Emilio Rabasa är en ort i Mexiko.   Den ligger i kommunen Palenque och delstaten Chiapas, i den sydöstra delen av landet, 800 km öster om huvudstaden Mexico City. Emilio Rabasa ligger 40 meter över havet och antalet invånare är 908.
Terrängen runt Emilio Rabasa är mycket platt. Runt Emilio Rabasa är det ganska glesbefolkat, med 34 invånare per kvadratkilometer. Trakten runt Emilio Rabasa består till största delen av jordbruksmark.